# Xanthias
Genre
Synonymes
- genre Chlorododius Klunzinger, 1913[1]
- sous-genre Xantho (Xanthodes) Dana, 1852[1]
- genre Xanthodes Dana, 1852[1]

Xanthias est un genre de crabes de la famille des Xanthidae. 

## Liste d'espèces
Selon World Register of Marine Species (15 septembre 2020) :
- Xanthias canaliculatus Rathbun, 1906
- Xanthias cherbonnieri Guinot, 1964
- Xanthias dawsoni Takeda & Webber, 2006
- Xanthias gilbertensis Balss, 1938
- Xanthias glabrous Edmondson, 1951
- Xanthias inornatus (Rathbun, 1898)
- Xanthias joanneae Mendoza, 2013
- Xanthias lamarckii (H. Milne Edwards, 1834)
- Xanthias latifrons (de Man, 1887)
- Xanthias maculatus Sakai, 1961
- Xanthias margaritata Finnegan, 1931
- Xanthias nitidulus (Dana, 1852)
- Xanthias oahuensis Edmondson, 1951
- Xanthias punctatus (H. Milne Edwards, 1834)
- Xanthias sinensis (A. Milne-Edwards, 1867)
- Xanthias teres Davie, 1997

## Galerie

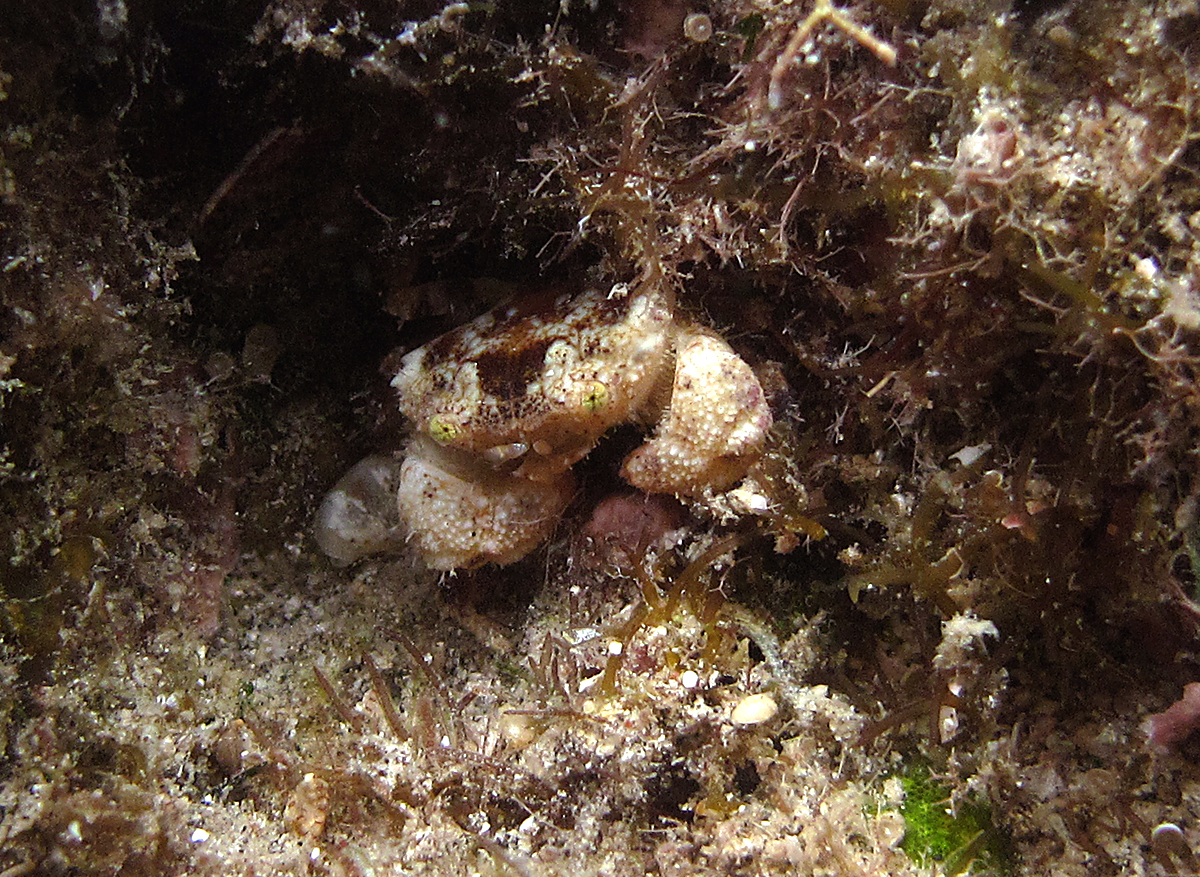
Xanthias lamarckii.

## Publication originale
- (en) Mary J. Rathbun, « A revision of the nomenclature of the Brachyura », Proceedings of the Biological Society of Washington, Washington, Biological Society of Washington (d), vol. 11,‎ 1897, p. 153-167 (ISSN 0006-324X et 1943-6327, OCLC 1536434, lire en ligne).